# Illicium micranthum
Illicium micranthum är en tvåhjärtbladig växtart. Illicium micranthum ingår i släktet Illicium och familjen Schisandraceae.

## Underarter
Arten delas in i följande underarter:
- I. m. micranthum
- I. m. tsangii